# Jan Palacký (geograf)
Jan Palacký, celým jménem Jan Křtitel Kašpar Palacký (10. října 1830 Praha – 23. února 1908 Královské Vinohrady), byl český geograf, biogeograf, univerzitní profesor, politik a mecenáš. Byl synem Františka Palackého.

## Biografie
Vzdělání nejprve obdržel od otce Františka Palackého i matky Terezie Měchurové a od historika V. V. Tomka, pozdějšího rektora Univerzity Karlovy. Do školy začal chodit od sexty gymnázia v šestnácti letech. Studoval na Karlo-Ferdinandově univerzitě v Praze, Drážďanské univerzitě, Pařížské univerzitě a Mnichovské univerzitě. Roku 1850 získal titul doktora filozofie, roku 1854 doktora práv a roku 1856 se habilitoval na pražské univerzitě v oboru geografie, kde se roku 1885 stal mimořádným a roku 1891 řádným profesorem. Zabýval se botanickou geografií a zastával teorii společného původu všech rostlin na Zemi.
Od roku 1861 zastával post ředitele Pražské zemědělské jednoty, od roku 1867 byl inspektorem botanických sbírek Národního muzea. Roku 1864 na jeho popud došlo k vzniku Výboru pro přírodovědné zkoumání Čech. V roce 1885 předsedal Mezinárodnímu botanickému kongresu v Antverpách.
Byl v čele společnosti s názvem „Pražské podnikatelství pro telefony v Praze“, která byla u vzniku pražské telefonní sítě. V domě U Modrého jelena zřídil Pražskou telefonní ústřednu. První den 11. srpna 1882 měla síť jedenáct účastníků a obsluhující personál se ohlašoval voláním „Ha-hej!“ Palackého firma brzy vydává první telefonní seznam čítající již osmadevadesát abonentů. Po dvou letech koncesi úspěšně prodal britské telekomunikační firmě.

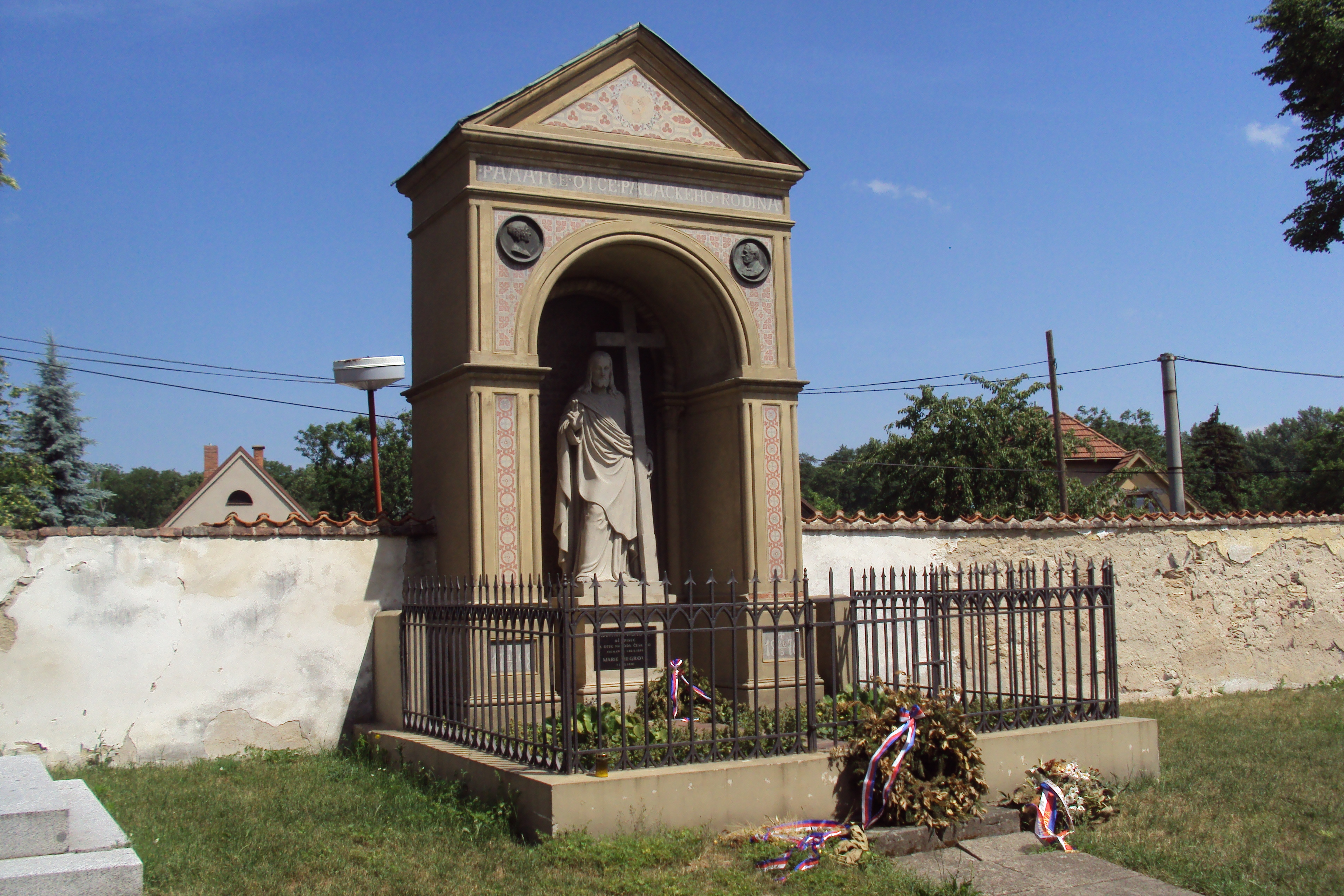
Hrob Františka a Terezie Palackých v Lobkovicích

Byl aktivní i v politice. Jako velký pozemkový vlastník patřil mezi nejmajetnější české velkostatkáře měšťanského původu (šlechtickým latifundiím se ovšem jeho polnosti rovnat nemohly). V letech 1861–1872 zasedal jako poslanec Českého zemského sněmu za Národní stranu. V letech 1871–1872 byl i členem zemského výboru, v němž se angažoval zejména v zdravotnických otázkách, v letech 1871–1880 byl rovněž členem zemské komise, v níž byl aktivní o otázce reformy pozemkových daní. Zemský sněm ho roku 1871 zvolil poslancem Říšské rady (celostátní zákonodárný sbor, tehdy ještě nevolen přímo, ale tvořen delegáty jednotlivých zemských sněmů), kde reprezentoval velkostatkářskou kurii v Čechách. V souladu s tehdejší českou opoziční politikou pasivní rezistence ale mandát nepřevzal a do sněmovny se nedostavil. Jeho mandát tak byl 23. února 1872 prohlášen pro absenci za zaniklý. Opětovně byl poslancem Českého zemského sněmu v období let 1878–1889 a ze sněmu se stáhl teprve na výslovné přání Eduarda Taaffeho.
Zemřel po roku 1908 věku 77 let. Pohřben byl v rodinné hrobce v Lobkovicích u Neratovic, spolu se svými rodiči či sestrou.

## Dílo
- Zeměpis všeobecný vědecký srovnávací (Afrika, Austrálie, Oceánie, v pěti svazcích, 1857–1860)